# 22638 Абдулла
22638 Абдулла́ (1998 MS31, 1999 WG11, 22638 Abdulla) — астероїд головного поясу, відкритий 24 червня 1998 року.
Тіссеранів параметр щодо Юпітера — 3,337.